# Волдрон де Вітт Міллер
Вальдрон де Вітт Міллер (англ. Waldron DeWitt Miller; 1879–1929) — американський орнітолог, асоційований куратор Американського музею природничої історії. Спільно з Олександром Ветмором розробив схему класифікації птахів для Американського союзу орнітологів (AOU Check-List).

## Біографія
Міллер був сином майора, виріс у Плейнфілді і почав спостерігати за птахами, навчаючись у школі. Потім він вступив до Іст-Грінвічської академії і, закінчивши навчання, почав працювати страховиком в Нью-Йорку. Читаючи праці літературного натураліста Джона Берроуза, його інтерес до орнітології продовжував зростати і він став асоційованим членом Союзу американських орнітологів у 1896 році та членом-кореспондентом орнітологічного клубу долини Делавер у Філадельфії в 1900 році. Крім того, він був співзасновником Товариства Джона Джеймса Одюбона в Нью-Джерсі в 1897 році і був його віце-президентом до самої смерті.
Через свого сусіда Міллер познайомився з банкіром та орнітологом Френком Чепменом, за посередництвом якого він зміг зайняти посаду асистента у відділі мамології та орнітології Американського музею природознавства в 1903 році. До цього часу він займався в основному птахами східного узбережжя США. У наступні роки Міллер працював таксидермістом, зокрема оброблював птахів, які прибували з експедицій з Мексики та Панами.
Міллер, який став членом Союзу американських орнітологів у 1906 році, став помічником куратора в 1911 році і врешті-решт асоційованим куратором Американського музею в 1917 році. Невдовзі після цього, в 1917 році, він проводить польове дослідження з вивчення життя птахів у Нікарагуа разом з Ладлоу Гріском, який на той час отримав посаду помічника куратора в Американському музеї.
Він також займався класифікацією пір'я зимородоків і дятлів. У 1922 році він став іноземним членом Британського союзу орнітологів (BOU). Спільно з Олександром Ветмором він розробив схему класифікації птахів для Американського союзу орнітологів (AOU Check-List). Ця робота була розпочата в 1926 році з класифікації круків та ворон.
Він також займався каталогізацією яструбів та загальними дослідженнями птахів у Нью-Джерсі. У 1928 році він разом з Віллардом Гіббсом Ван Неймом здійснив велике польове дослідження в лісистих районах на заході США, яке займалося питаннями охорони лісів. Крім того, він написав велику монографію про поширення змій у Нью-Джерсі.
Міллер помер у лікарні Святого Петра в Нью-Брансвіку в результаті дорожньо-транспортної пригоди, якої він зазнав 4 серпня 1929 року.

## Публікації
- List of Birds Collected in Southern Sinaloa, Mexico, by J.H. Batty, During 1903—1904, 1905
- List of Birds Collected in Northwestern Durango, Mexico, by J.H. Batty, During 1903, 1906
- A Review of the Manakins of the Genus Chiroxiphia, 1908
- A Revision of the Classification of the Kingfishers, 1912
- Notes on Ptilosis: With Special Reference to the Feathering of the Wing, 1915
- Three New Genera of Birds, 1915
- Descriptions of Proposed New Birds from Central America, with Notes on Other Little-known Forms, Mitautor Ludlow Griscom, 1921
- Further Notes on Ptilosis, 1924
- Variations in the Structure of the Aftershaft and Their Taxonomic Value, 1924
- Descriptions of New Birds from Nicaragua, Mitautor Ludlow Griscom, 1925
- Notes on Central American Birds, with Descriptions of New Forms, Mitautor Ludlow Griscom, 1925
- Field Notes of Waldron DeWitt Miller on the Snakes of New Jersey, 1926, Neuauflage 1937 (Herausgeberin Adelaide Bertha Heyen)
- A Crisis in Conservation: Serious Danger of Extinction of Many North American Birds, Mitautoren Willard Gibbs Van Name und Davis Quinn, 1929
- The Scansorial Foot of the Woodpeckers, with Comments on the Evolution of Perching and Climbing Feet in Birds, 1931, Neuauflage 1959 (Herausgeber Walter Joseph Bock)